# Unterseeboot 182
Le Unterseeboot 182 (ou U-182) est un sous-marin allemand (U-Boot) de type IX D2 utilisé par la Kriegsmarine pendant la Seconde Guerre mondiale.

## Historique
Mis en service le 30 juin 1942, l'Unterseeboot 182 effectue son temps d'entraînement initial à la 4. Unterseebootsflottille à Stettin jusqu'au 30 novembre 1942, date à laquelle il rejoint la formation de combat 12. Unterseebootsflottille à Bordeaux.
Il quitte le port d'Horten en Norvège pour sa première patrouille le 9 décembre 1942 sous les ordres du Kapitänleutnant Asmus Nicolai Clausen. Après 159 jours en mer et un succès de cinq navires marchands coulés pour un total de 30 071 tonneaux, l'U-182 est coulé à son tour le 16 mai 1943 dans l'océan Atlantique nord au nord-ouest de l'archipel de Madère à la position géographique de 33° 55′ N, 20° 35′ O par des charges de profondeurs lancées par le destroyer américain USS Mackenzie.

Les 61 membres d'équipage sont morts dans cette attaque.

## Affectations successives
- 4. Unterseebootsflottille du 30 juin au 30 novembre 1942 (entrainement)
- 12. Unterseebootsflottille du 1er décembre 1942 au 16 mai 1943 (service actif)

## Commandement
- Kapitänleutnant Asmus Nicolai Clausen du 30 juin 1942 au 16 mai 1943

## Patrouilles
|       | Commandant                   | Départ          | Départ | Arrivée     | Arrivée | Jours     | Succès   |
| ----- | ---------------------------- | --------------- | ------ | ----------- | ------- | --------- | -------- |
| 1     | Kptlt. Asmus Nicolai Clausen | 9 décembre 1942 | Horten | 16 mai 1943 | Coulé   | 159 jours | 30 071   |
| Total | Total                        | Total           | Total  | Total       | Total   | 159 jours | 30 071 t |

Note : Kptlt. = Kapitänleutnant

## Navires coulés
L'Unterseeboot 182 a coulé cinq navires marchands de 30 071 tonneaux au cours de l'unique patrouille (159 jours en mer) qu'il effectua.
| Date            | Nom                | Nationalité     | Tonnage (GRT) | Fait  |
| --------------- | ------------------ | --------------- | ------------- | ----- |
| 15 janvier 1943 | Ocean Courage      | Grande-Bretagne | 7 173         | Coulé |
| 17 février 1943 | Llanashe           | Grande-Bretagne | 4 836         | Coulé |
| 10 mars 1943    | Richard D. Spaight | USA             | 7 177         | Coulé |
| 5 avril 1943    | Aloe               | Grande-Bretagne | 5 047         | Coulé |
| 1er mai 1943    | Adelfotis          | Grèce           | 5 838         | Coulé |